# Dattero
Il dattero è il frutto commestibile della palma da datteri (Phoenix dactylifera). È un frutto carnoso, oblungo, lungo da 4 a 6 cm, contenente un "nucleo" allungato, segnato con un solco longitudinale. È un frutto molto energetico.
Il giuggiolo (Ziziphus jujuba) è detto anche dattero cinese.

## Botanica

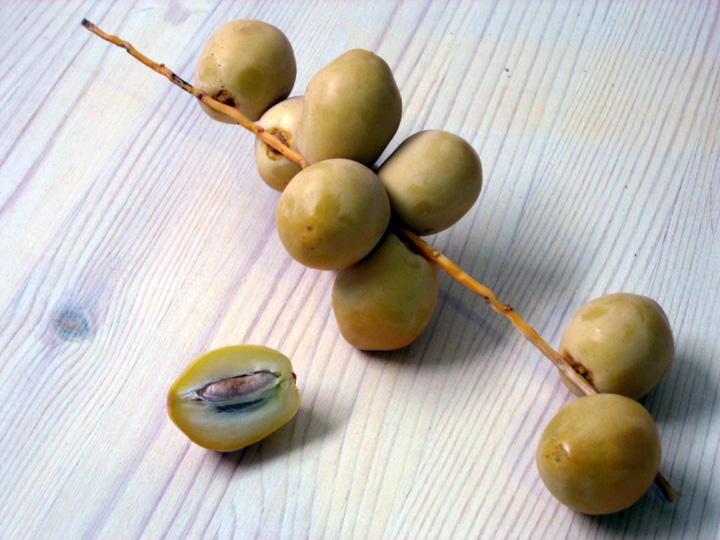
Datteri allo stadio khalal (parzialmente maturi)

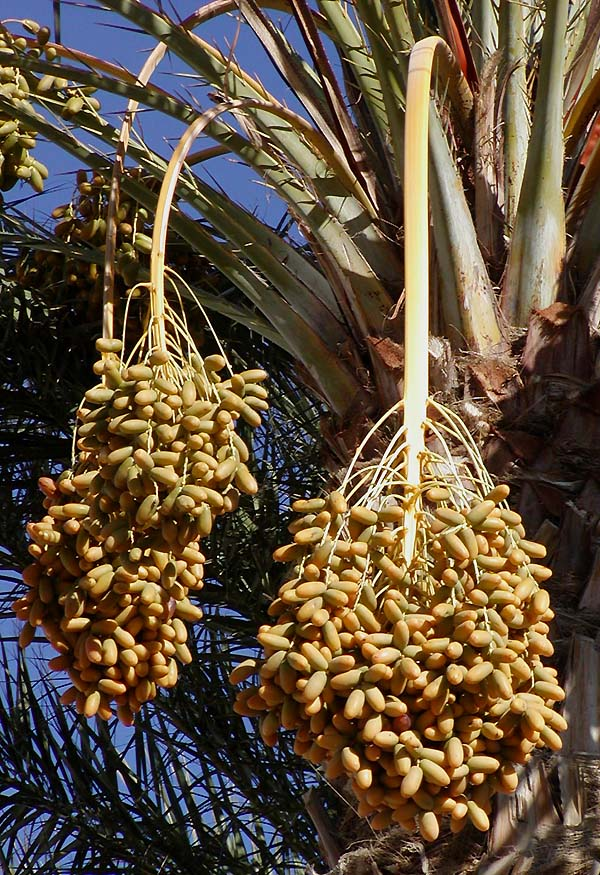
Datteri sulla palma da datteri

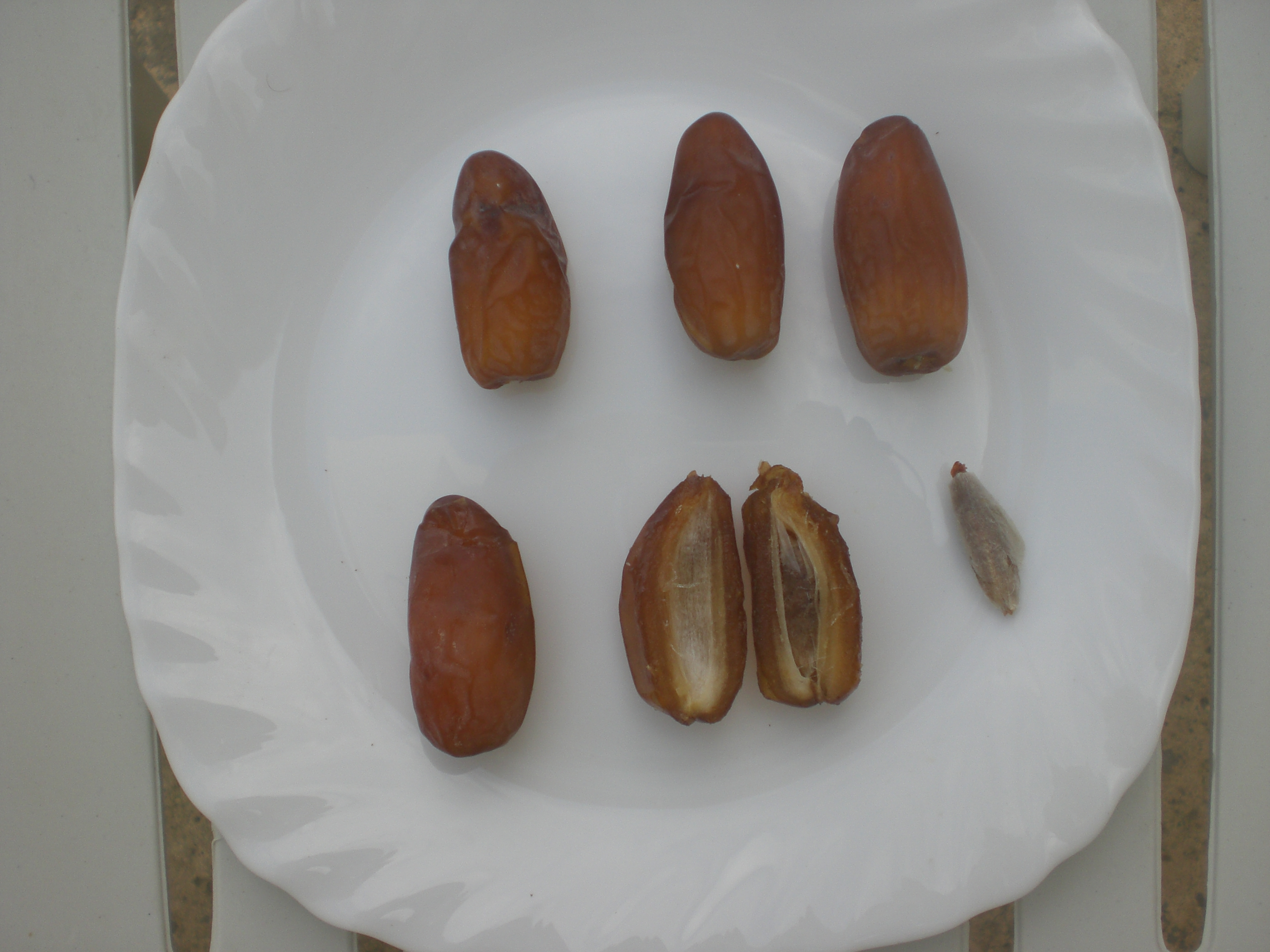
Varietà Deglet: Datteri e "nocciolo"

Botanicamente, il dattero è una bacca. Ciò che è colloquialmente noto come il "nucleo" o "nocciolo" del dattero, avvolto nell'endocarpo membranoso, è in realtà il seme molto duro e corneo. Il frutto non è una drupa  in quanto lo strato più interno del frutto (l'endocarpo) è membranoso e non legnoso.
La raccolta di questo prodotto agricolo avviene a livello dello strato arboreo ed è presente in regime (risultante dalla femmina dell'infiorescenza) che può raccogliere un centinaio di ramoscelli e diverse centinaia di datteri.

## Coltivazione
All'interno di una oasi, tutti gli strati vengono sfruttati per ricavare un rapporto tra i suoli fertili di esso. Alcune coltivazioni, attraverso un'agricoltura convenzionale con palma da dattero, presentano problemi sanitari. I fertilizzanti sintetici e i prodotti fitosanitari per la consociazione a livello erbaceo e arbustivo vengono anch'essi assorbiti da palme da dattero e si trovano nella frutta. Il trattamento contro la falena, un parassita di datteri, viene effettuato innaffiandole per via aerea.
In ambiente naturale, la palma da dattero comincia a fruttificare a partire dal trentesimo anno d'età, anche se alcuni esemplari raggiungono la maturità fruttifera anche dopo il novantesimo anno. Arrivando a vivere oltre i trecento anni e producendo, nelle annate migliori, fino a cinquanta chili di datteri, la coltivazione tradizionale di datteri è un famoso esempio di coltura (e cultura) trans-generazionale.

## Diverse varietà di datteri

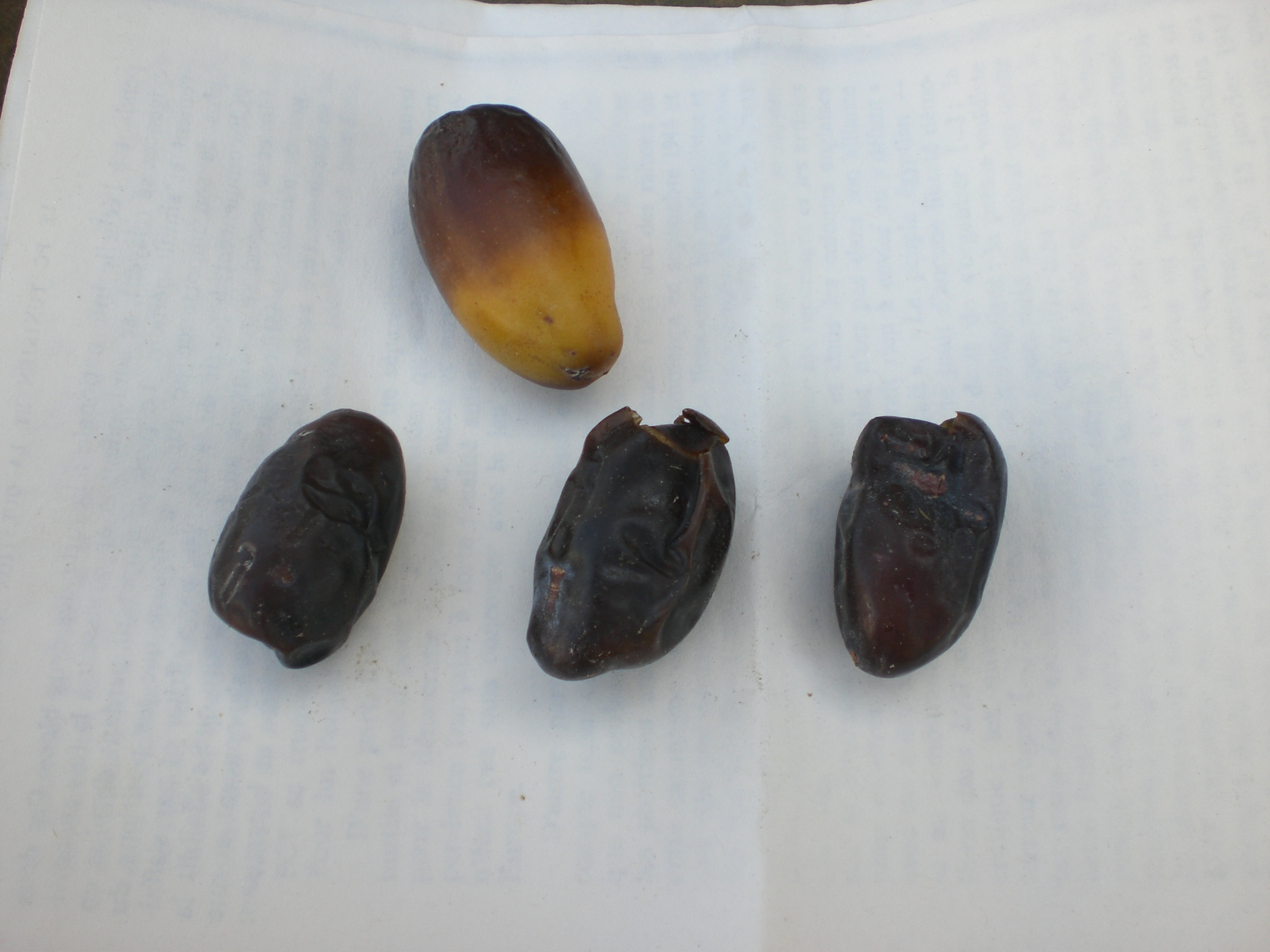
Ammari
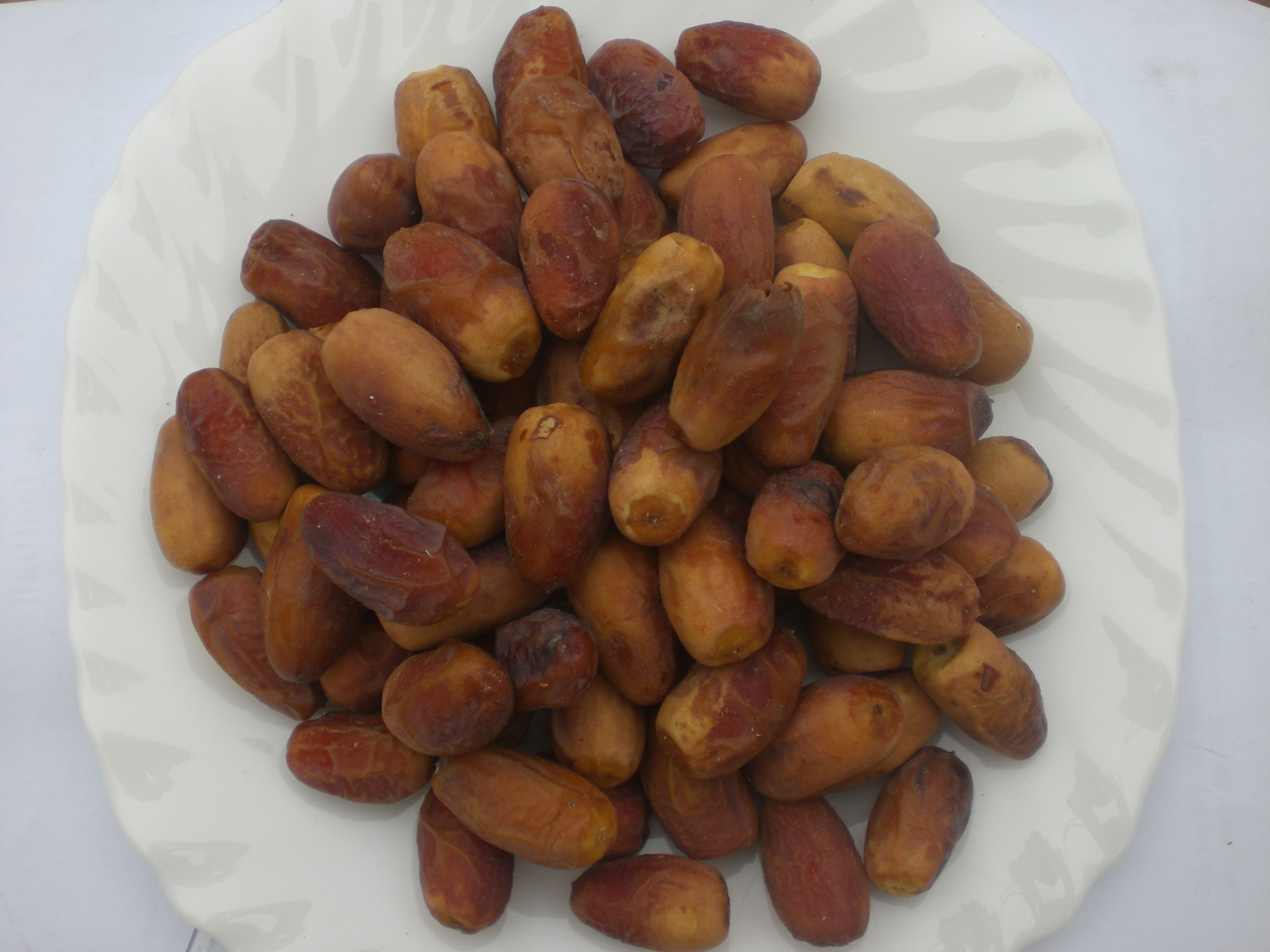
Angou
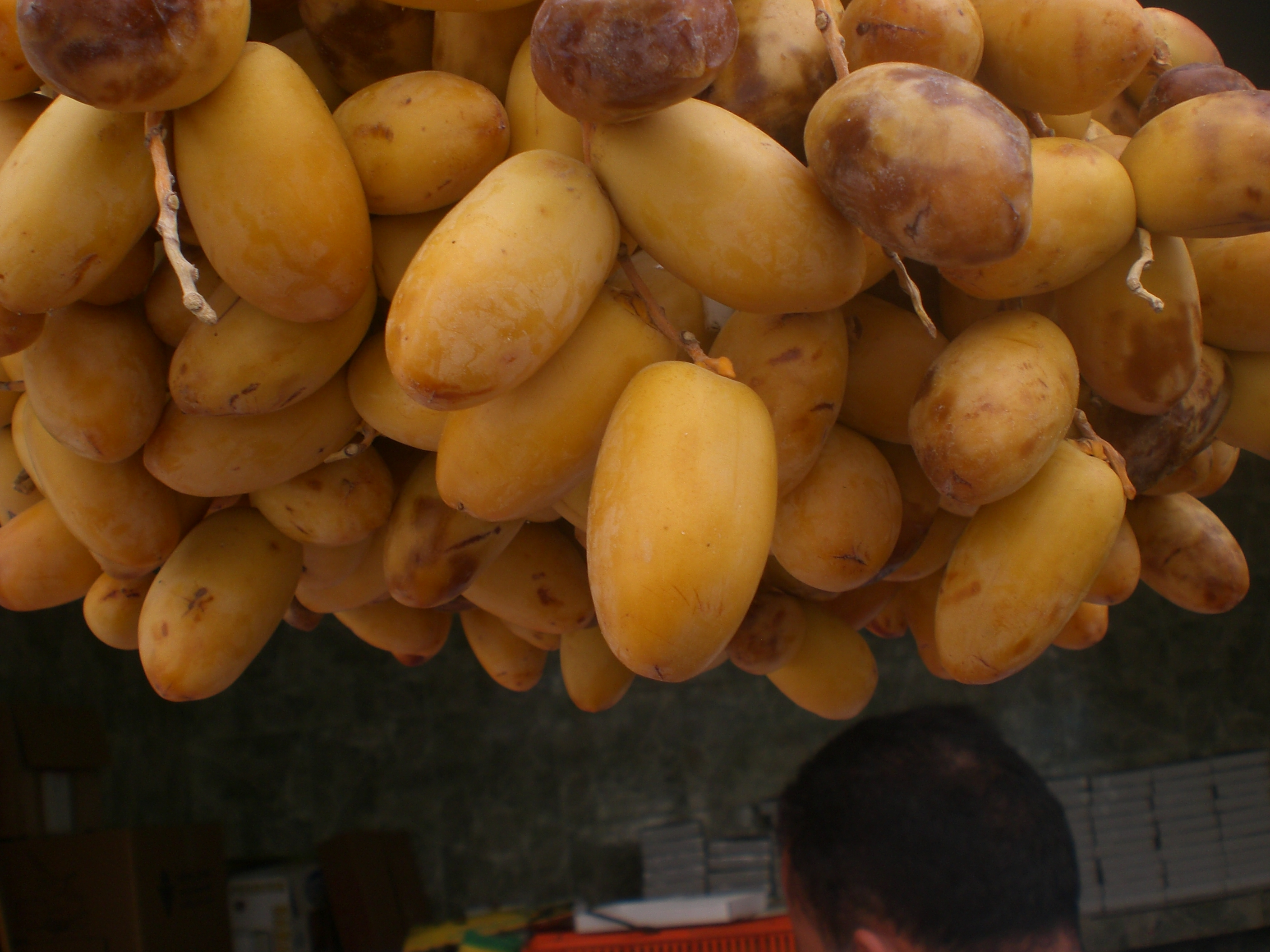
Arichti
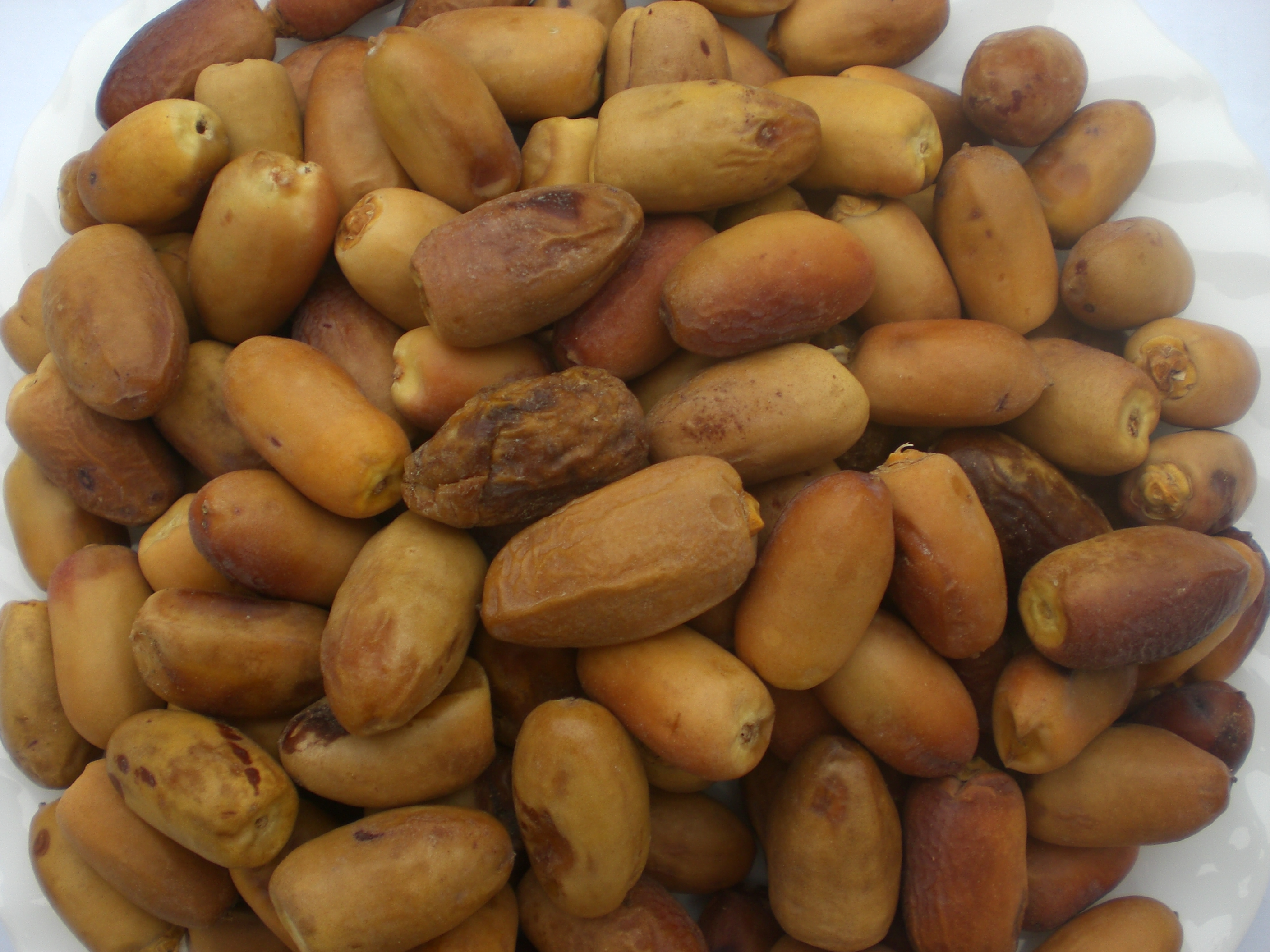
Bejjou
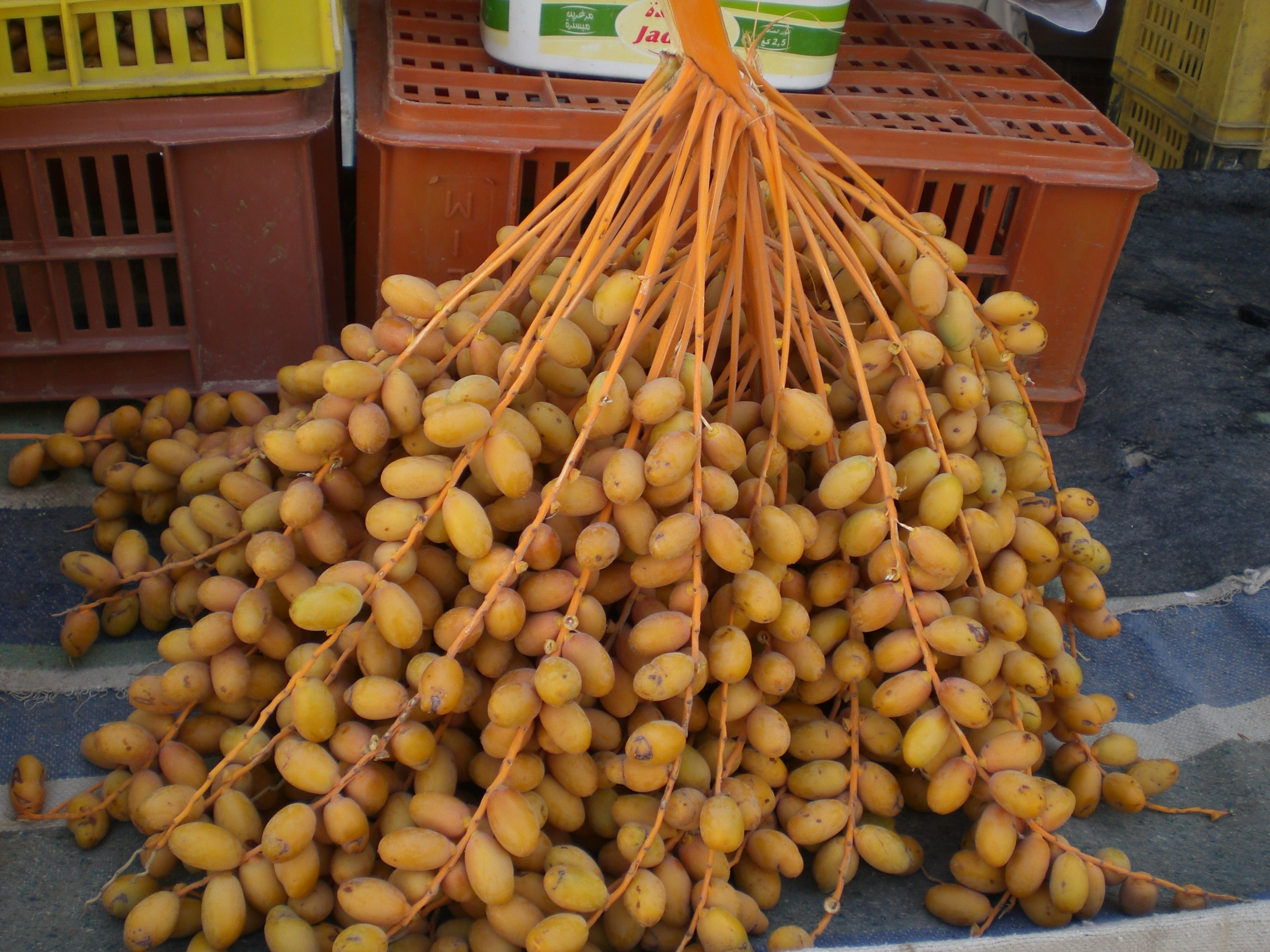
Bisr Helou
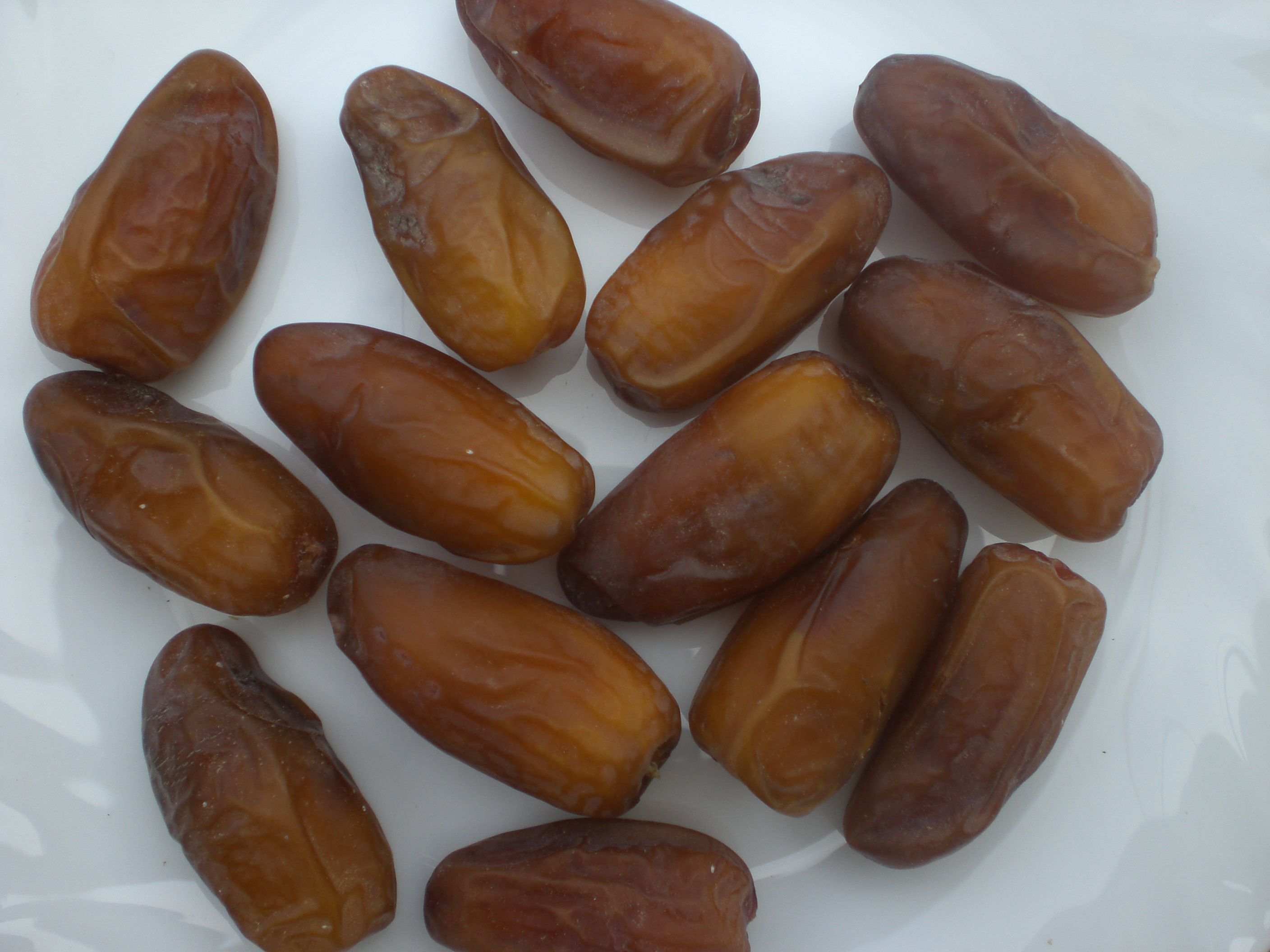
Deglet nour
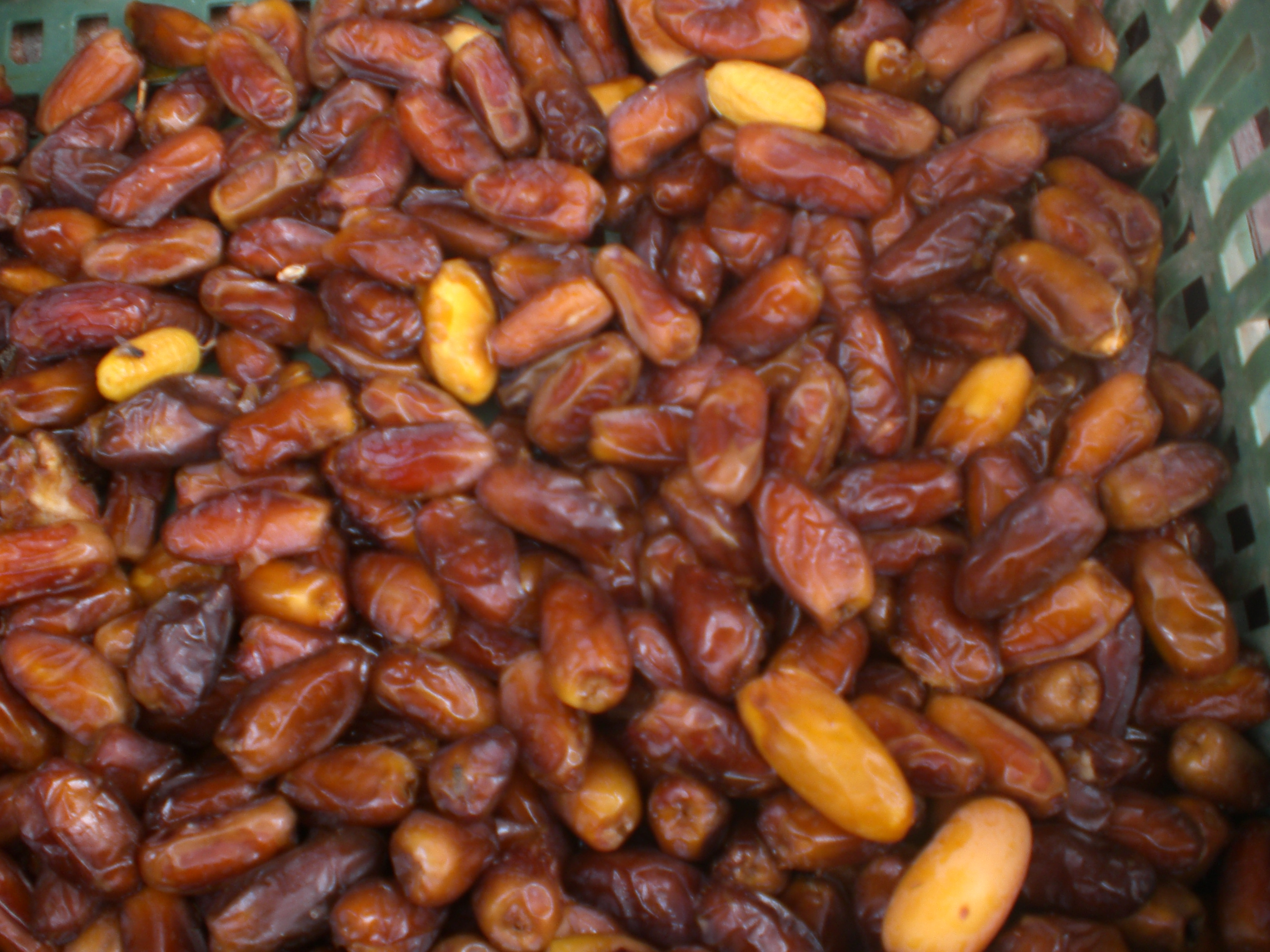
Gounda
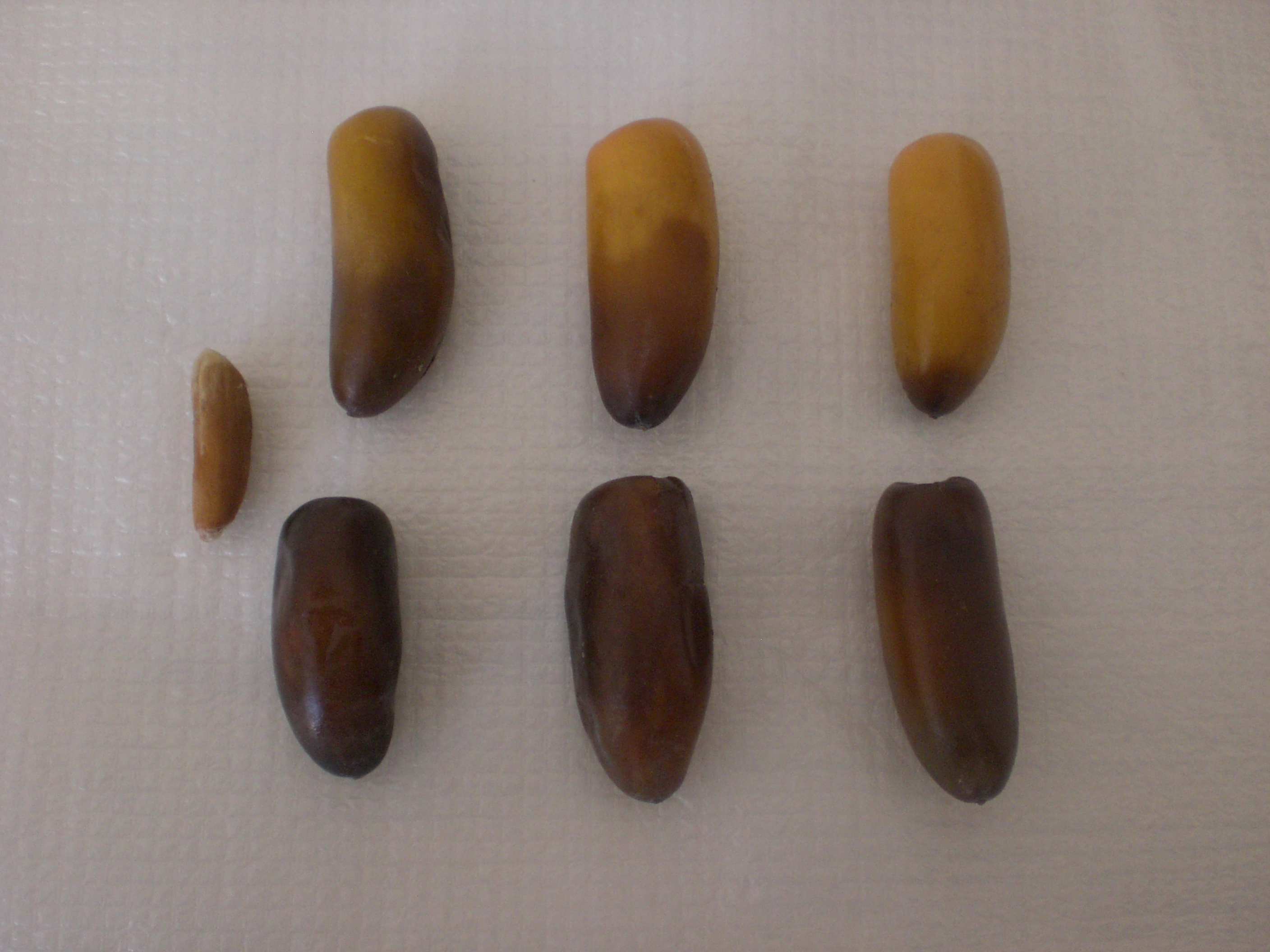
Gousbi
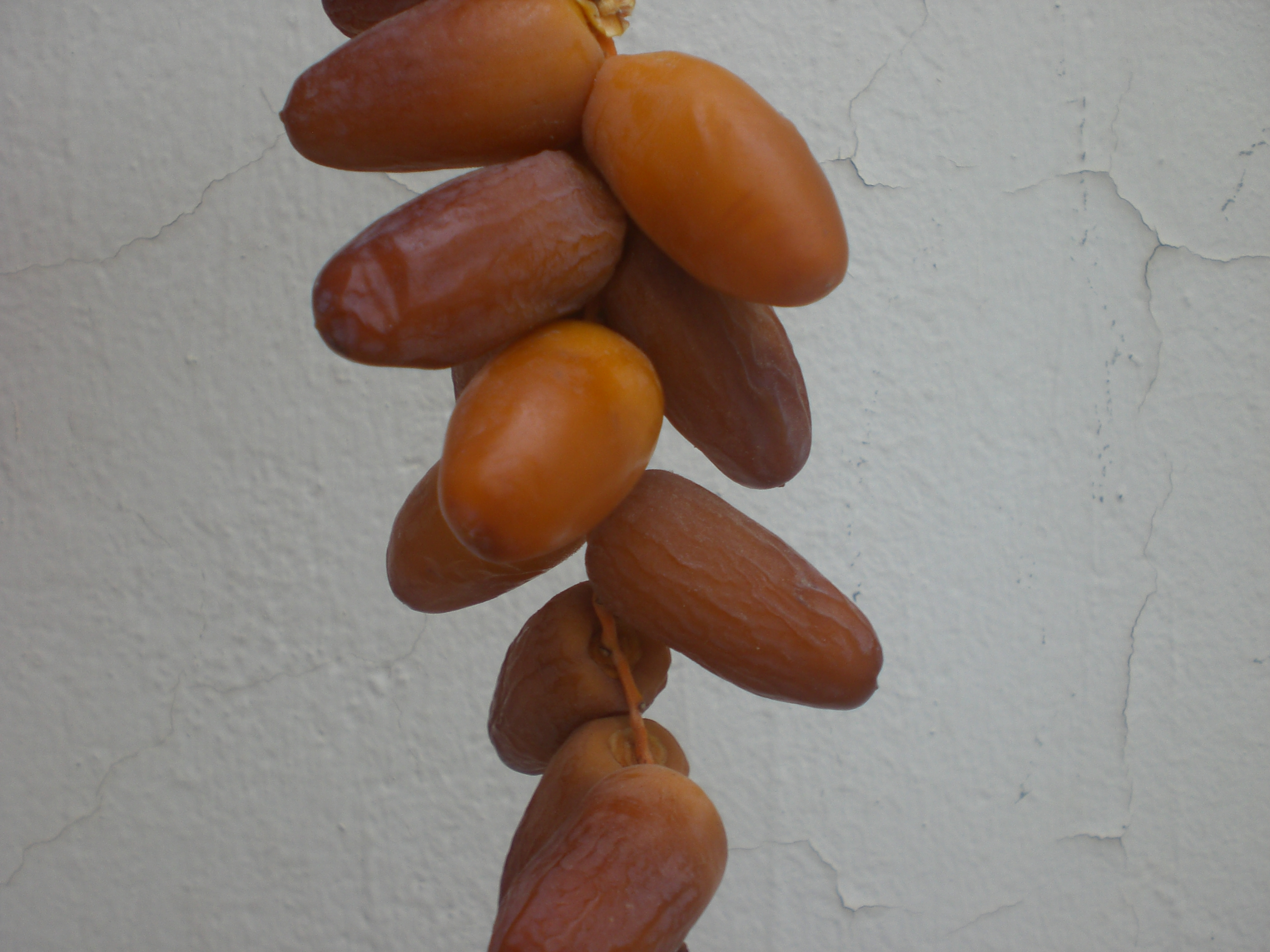
Hamraya
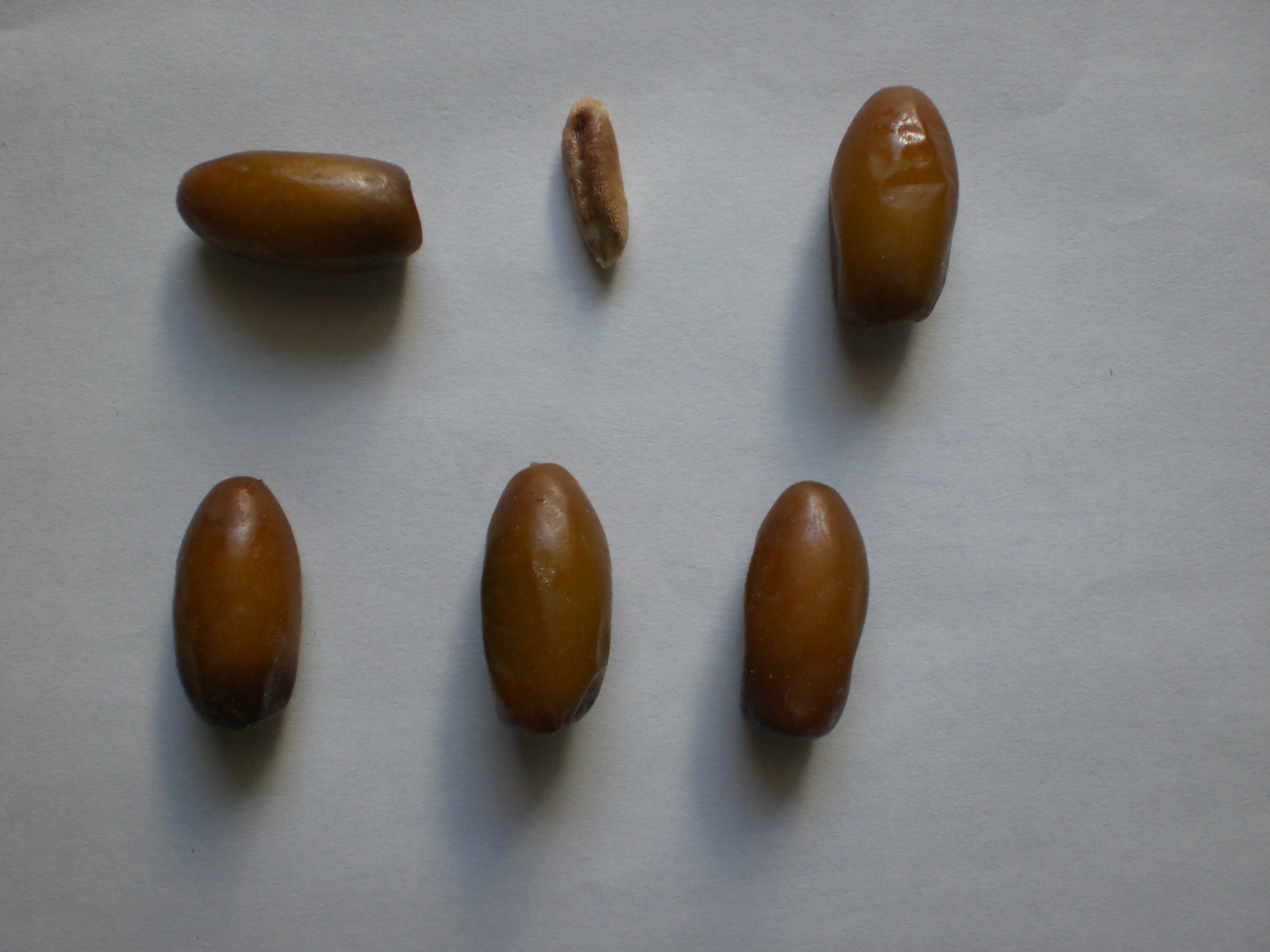
Hissa
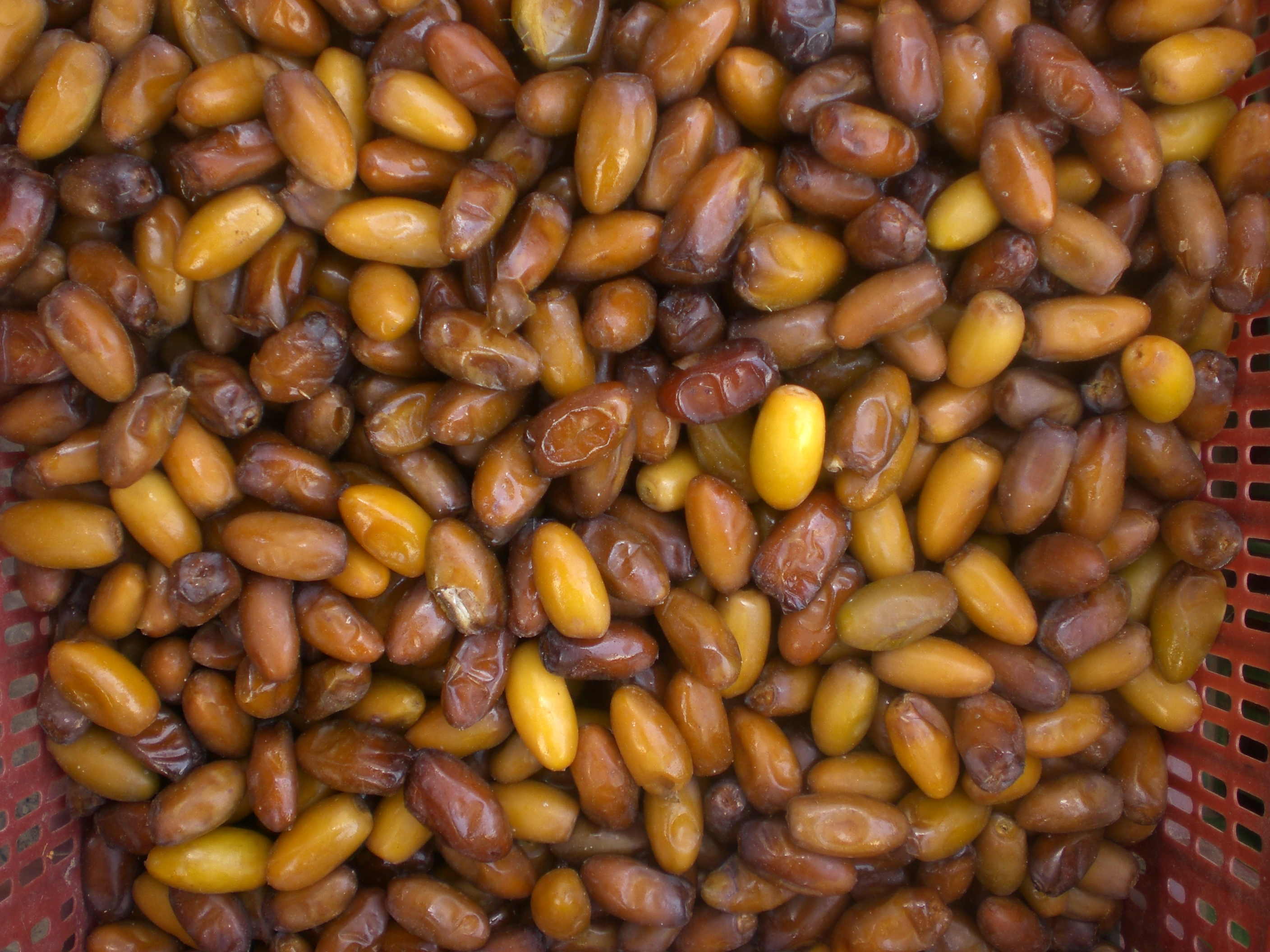
Hissa
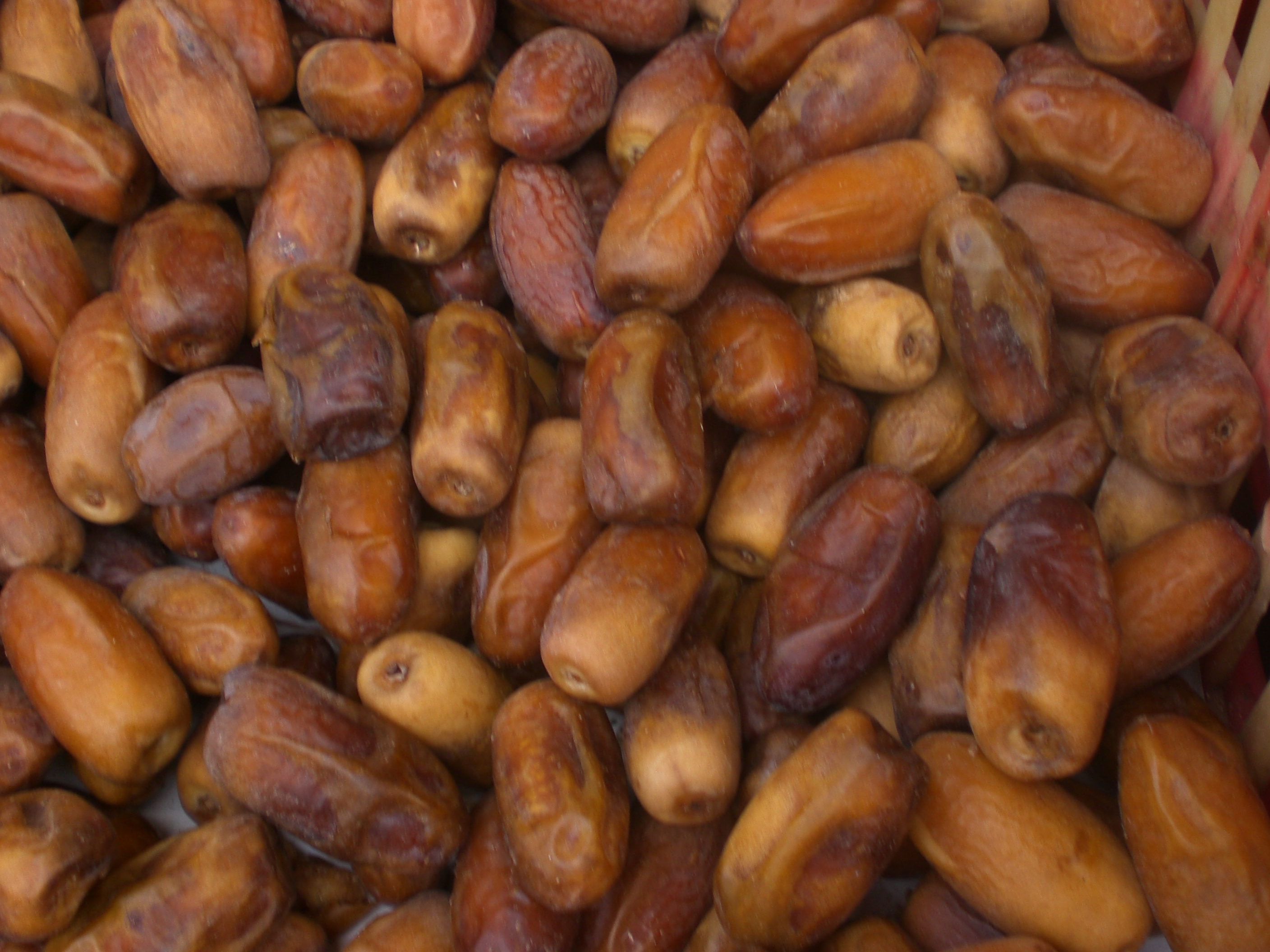
Kenta
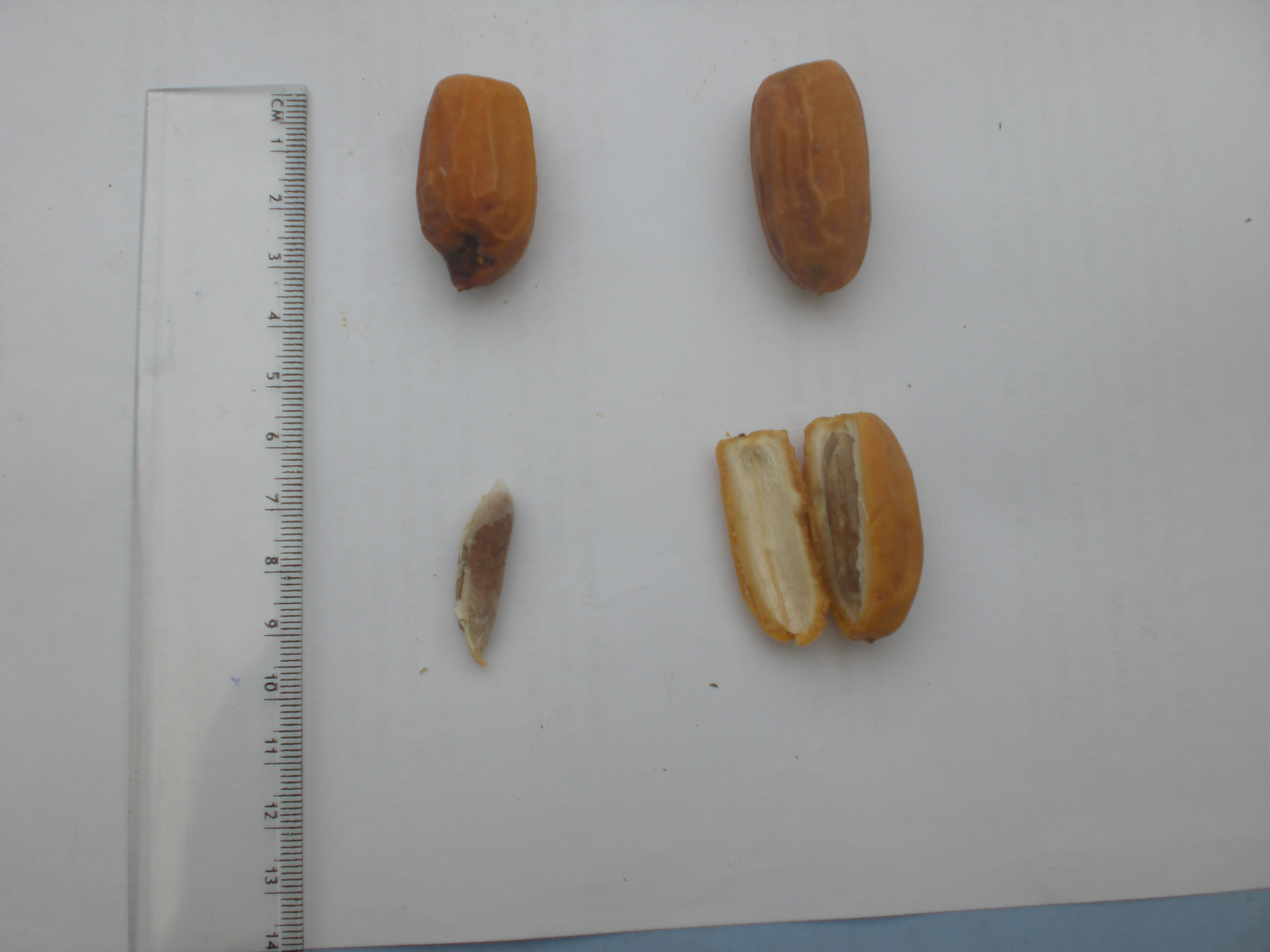
Kentichi
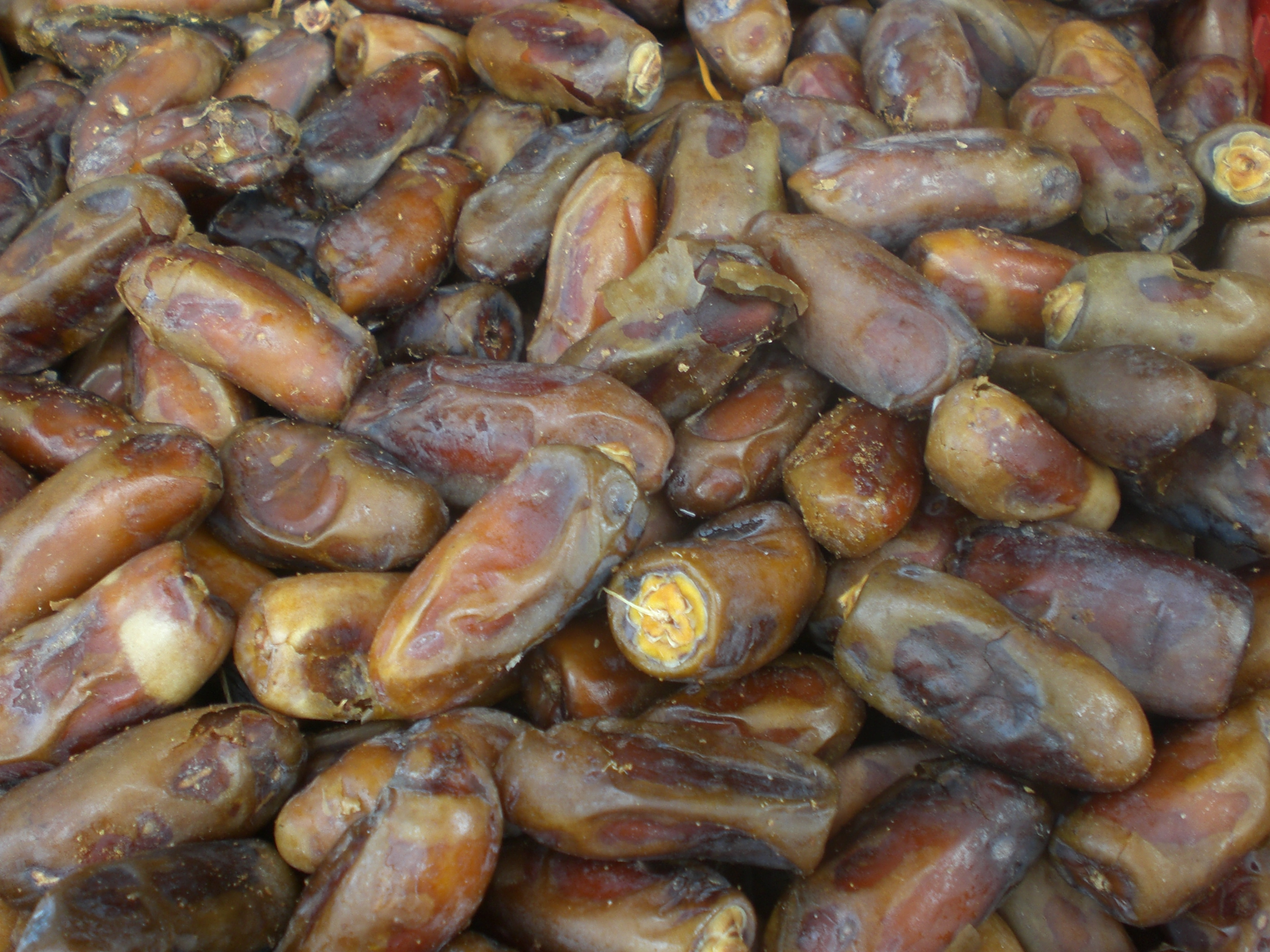
Lagou
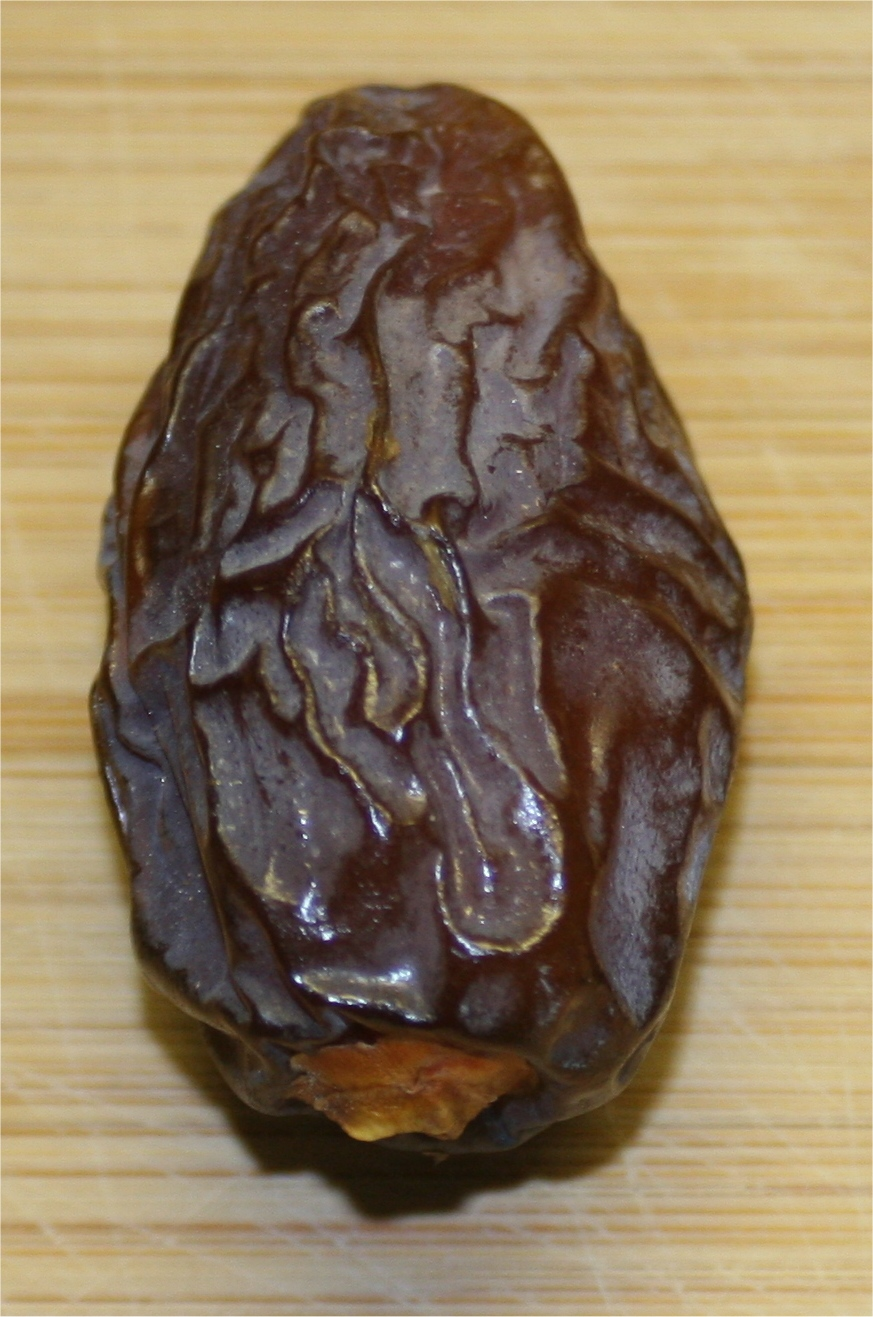
Medjool
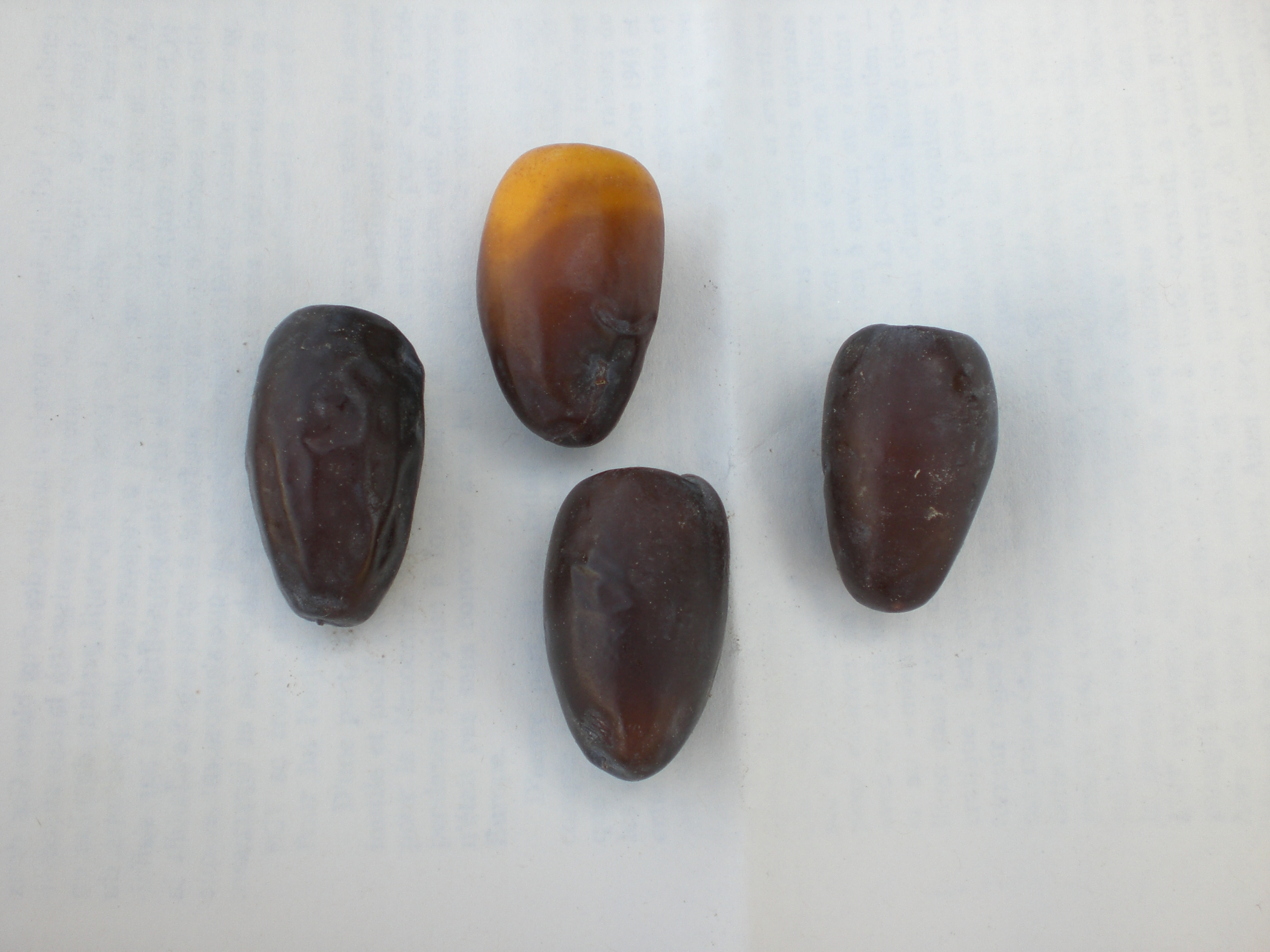
Touzerzayet
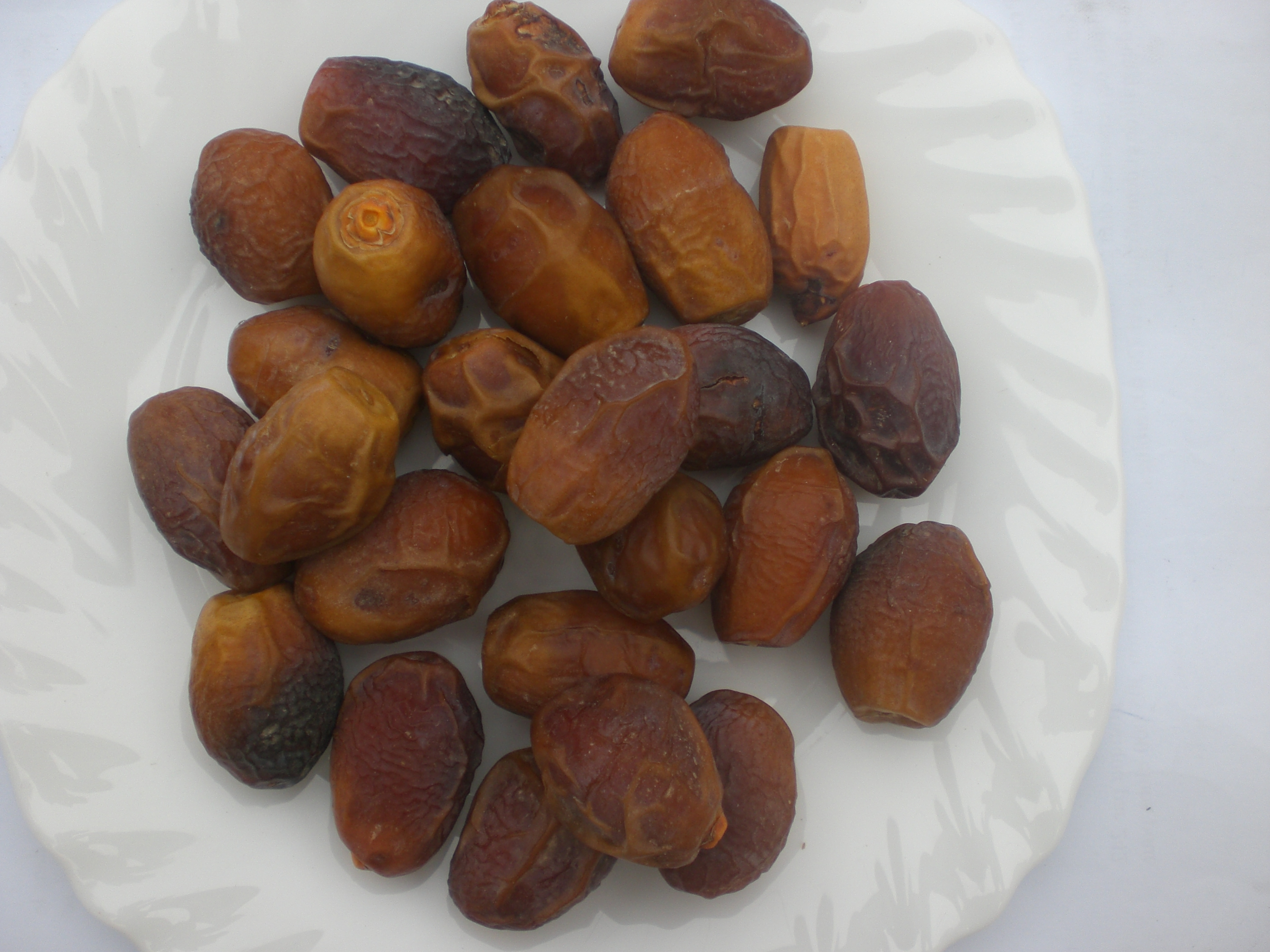
Trounja

## Aspetti culturali

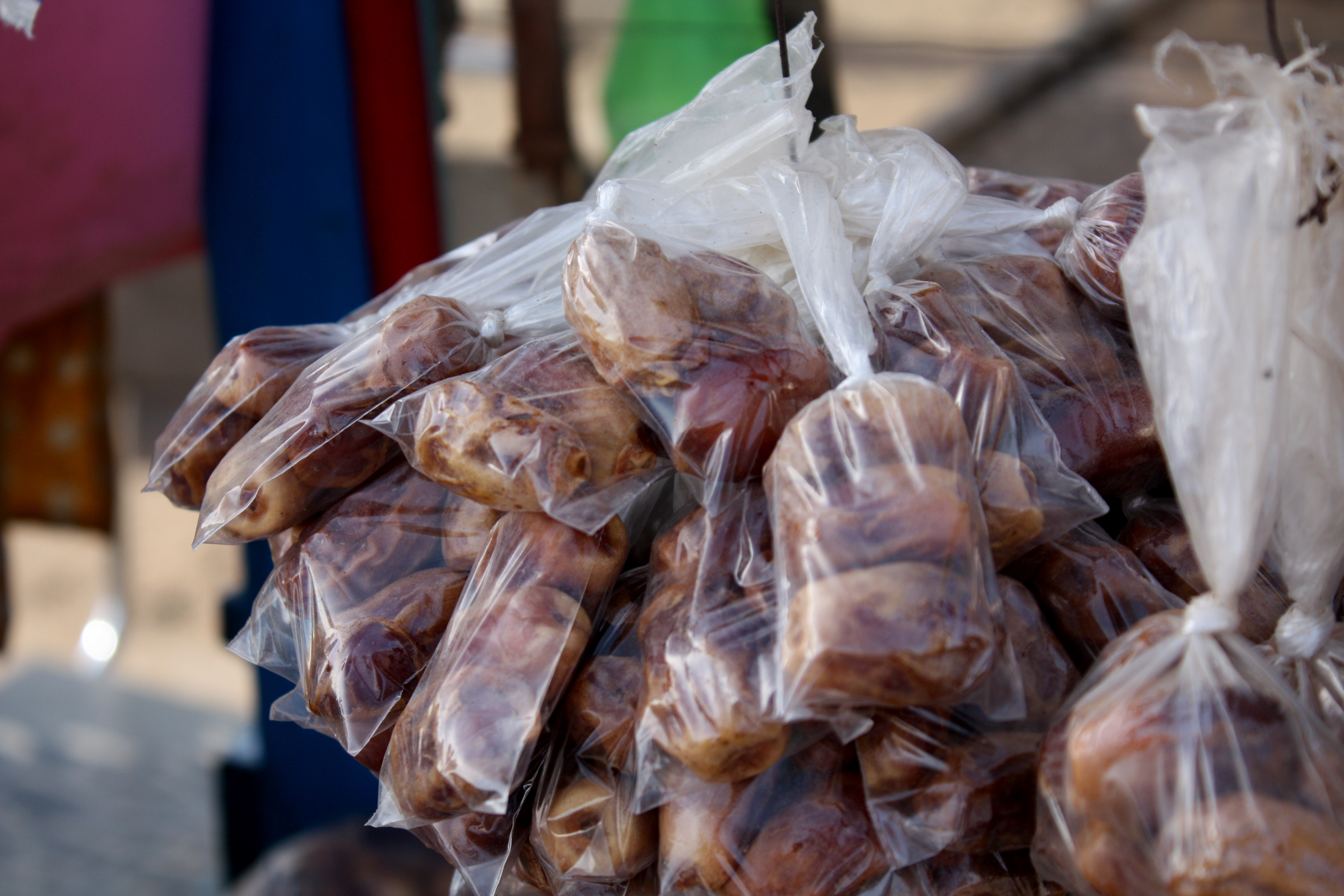
Vendita di datteri a Dakar durante il Ramadan

Il termine dattero deriva dal greco antico δάκτυλος  (si legge dáktylos), dito, con riferimento alla forma di questo frutto.
Tradizionalmente, i musulmani rompono il digiuno del Ramadan con i datteri.
Secondo la tradizione musulmana, il dattero è il frutto del paradiso, un frutto miracoloso per le sue numerose virtù nutrizionali. Nel Corano, è menzionato in particolare in Maryam, la diciannovesima Sūra. I suoi numerosi benefici legati alla sua composizione sono particolarmente apprezzati nel contesto della gravidanza e del parto per aiutare le donne durante queste fasi della vita.

## Valori nutritivi
Il dattero fresco, quando raggiunge la maturità, è un frutto fragile e delicato da trasportare. In parte è per questo motivo che viene essiccato (dal 70% di acqua si arriva al 20%). Il suo valore energetico, da essiccato, è di 287 kcal per 100 grammi. È molto ricco di zuccheri (glucosio, fruttosio e saccarosio). Contiene anche vitamine (B2, B3, B5 e B6), una piccola quantità di vitamina C e sali minerali (potassio e calcio). È anche ricco di cromo e fibra.
I datteri erano l'ingrediente base della diaphoenix, un rimedio della farmacopea marittima occidentale nel diciottesimo secolo.
I valori nutrizionali dei datteri sono riportati nella tabella a fianco.

## Produzione agricola
In media, ogni anno vengono raccolti oltre 5 milioni di tonnellate di datteri. L'Egitto è il più grande produttore, ma i datteri non vengono esportati: il 90% della produzione viene consumata nel paese di origine, specialmente come mangime per il bestiame: l'Europa è principalmente rifornita dal Nord Africa (soprattutto da Algeria e Tunisia).
Nonostante esistano più di trecento cultivar, la più diffusa nei mercati europei è la deglet nour, di cui l'Algeria è noto produttore, essendo originario delle regioni di Biskra.
Il Marocco ha prodotto a lungo un'altra varietà, carnosa e semi-morbida, Mejhoula (termine che significa "sconosciuto" o "anonimo" in arabo). Ma nel diciannovesimo secolo un'epidemia devastò più di dieci milioni di palme da datteri. Alcune piante furono salvate e trasferite nel sud della California. Per questo motivo il mercato europeo è anche rifornito di datteri americani.
In Italia è presente solo come pianta ornamentale in Sicilia. Ne impedisce la produzione agricola nazionale anche il punteruolo rosso che infesta le palme da datteri.
Durante il fascismo si incentivò la coltivazione autarchica dei datteri della Libia, in particolar modo nella regione del Fezzan. Nel 1933 l'agronomo Giulio Vivoli dell'Ufficio agrario della Tripolitania, parte del Ministero delle colonie, scrisse il libro I datteri del Fezzan - Primo contributo alla conoscenza dei datteri del Fezzan.

## Produzione
| I maggiori produttori di datteri nel 2018 | I maggiori produttori di datteri nel 2018 |
| Paese                                     | Produzione (tonnellate)                   |
| ----------------------------------------- | ----------------------------------------- |
| Egitto                                    | 1.562.171                                 |
| Arabia Saudita                            | 1.302.859                                 |
| Iran                                      | 1.204.158                                 |
| Algeria                                   | 1.094.700                                 |
| Iraq                                      | 614.584                                   |
| Pakistan                                  | 471.670                                   |
| Sudan                                     | 440.871                                   |
| Oman                                      | 368.808                                   |
| Emirati Arabi Uniti                       | 345.119                                   |
| Tunisia                                   | 241.333                                   |

## Utilizzo
Si consuma sia fresco sia essiccato. Dal dattero si ricava un particolare tipo di melassa ed esistono alcolici derivati dalla sua fermentazione, come ad esempio l'arrak.

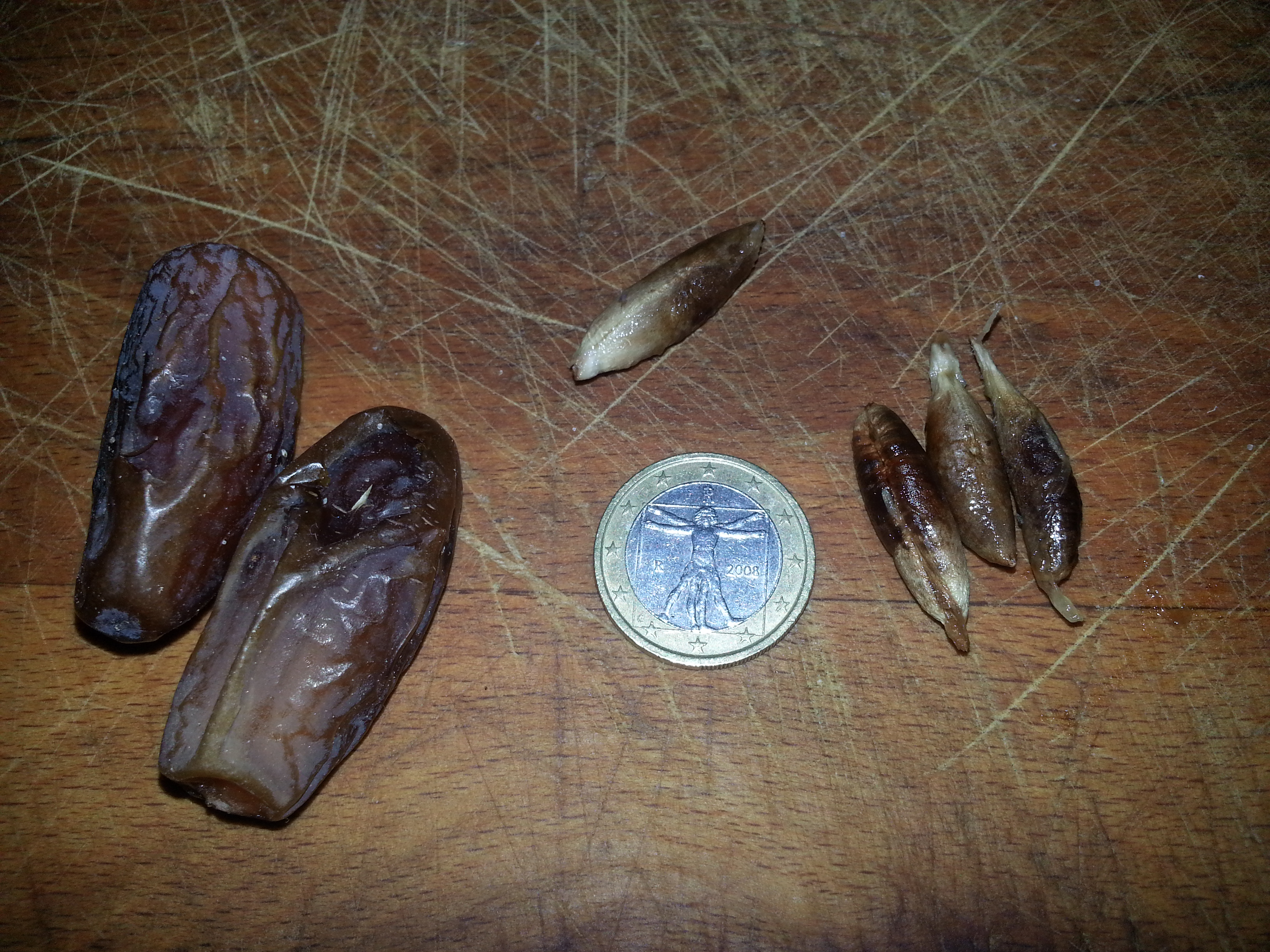
datteri e noccioli